# Andreas Smout
Andreas Smout (Diest, 29 december 1990) is een Belgische voormalige middellangeafstandsloper, die gespecialiseerd was in de 800 m. Hij nam deel aan de Europese kampioenschappen.
In 2009 werd Smout Belgisch jeugdkampioen op de 1500 m. In datzelfde jaar nam hij deel aan de Europese juniorenkampioenschappen en moest hij hierbij op de 800 m genoegen nemen met een zevende plaats. Op de Europese kampioenschappen in 2010 in Barcelona sneuvelde hij op hetzelfde onderdeel in de series met een tijd van 1.52,04. Smout sukkelde sinds begin 2011 langdurig met blessures.
Smout was aangesloten bij Sporting Atletiekclub Neerpelt en woonde in Overpelt. Sinds begin 2014 is Smout aangesloten bij AC Westerlo.

## Persoonlijk record
| Onderdeel | Prestatie | Datum        | Plaats             |
| --------- | --------- | ------------ | ------------------ |
| 800 m     | 1.47,93   | 13 juli 2010 | Naimette-Xhovémont |

## Palmares

### 800 m
- 2009: 7e EK junioren in Novi Sad - 1.51,65
- 2010: 8e KBC-Nacht - 1.49,28
- 2010: 8e Internat. meeting te Luik - 1.47,93
- 2010: 8e series EK in Barcelona - 1.52,04